# Метання списа

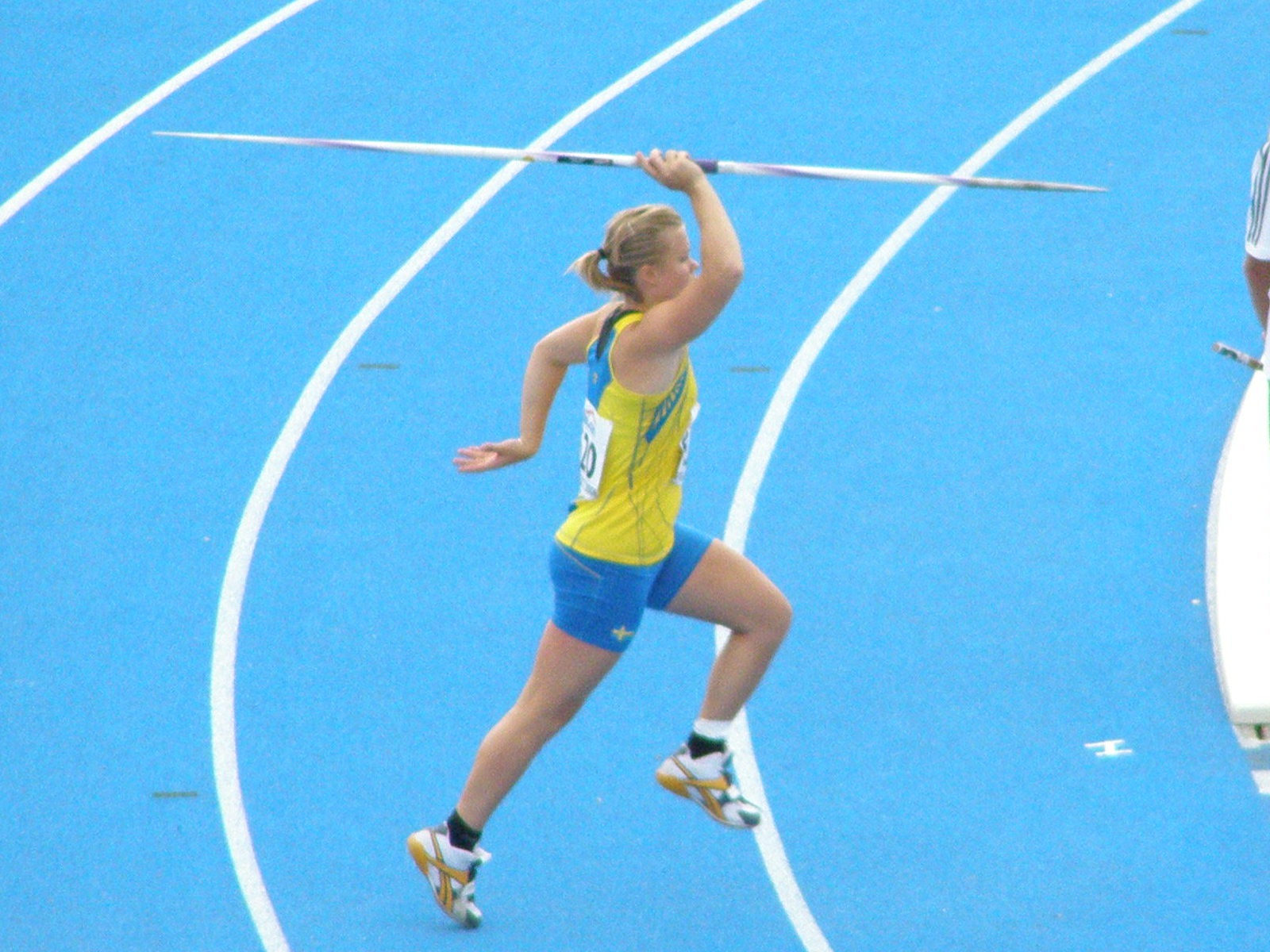

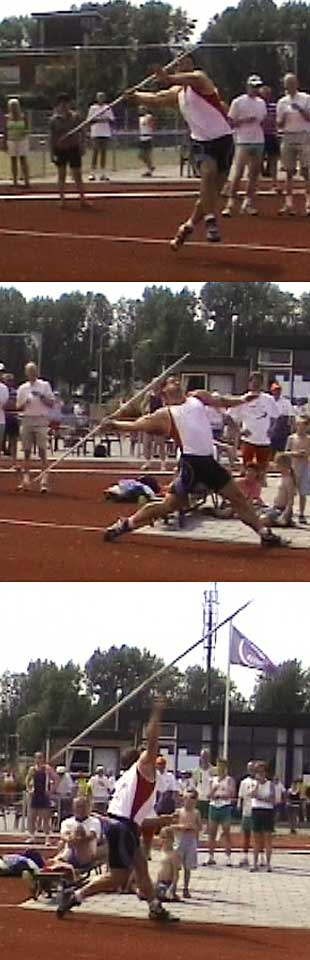

Метання списа — легкоатлетична дисципліна, олімпійський вид спорту, змагання в метанні списа на відстань.
Метання списа було одним з п'яти видів фізичних вправ (біг, стрибки, метання списа, метання диска і боротьба), які використовувались у системі фізичного виховання древніх греків. Крім того, воно входило в програму Олімпійських ігор. Спис метали як на дальність, так і в ціль. Найбільшої популярності метання списа набуло тільки наприкінці 19 століття, зокрема в Німеччині та скандинавських країнах. Найпомітніший внесок у розвиток основ раціональної техніки метання списа зробили спортсмени Швеції та Фінляндії. Шведи, очолювані першим олімпійським чемпіоном у цьому виді легкої атлетики Еріком Леммінгом (1908 p. — 54,33 м), запропонували раціональний спосіб тримання снаряда, його несення під час розбігу над плечем. На останніх кроках розбігу вони відводили снаряд назад з незначним поворотом і нахилом тулуба.
Фінська школа метання списа, провідну роль в якій відіграли чудові метальники Йоонас Мюуря і Матті Ярвінен, внесла багато нового як у техніку розбігу, так і в удосконалення переходу від розбігу до фінального зусилля. Фіни використовували інший спосіб відведення списа, який отримав назву «вільна рука». При цьому способі відведення виконувалось назад широким коловим рухом розслабленої руки. Однак найсуттєвішим у техніці було застосування перед кидком перехресного кроку, що раціонально розв'язало проблему обгону снаряда і набуття спортсменом положення «натягнутого лука». При цьому здійснювалось необхідне перед фінальним зусиллям розтягування м'язів. Застосовуючи свій стиль, фіни впродовж тривалого часу були олімпійськими чемпіонами й рекордсменами світу. Рекорд фінського списометальника Юрьйо Нікканена (1938 р. — 78,80 м) не був поліпшений до 1953 року. Представники інших країн (американці, поляки, норвежці) в основу своєї техніки поклали фінський стиль метання.
Цікавою є історія змін самого списа. Спочатку замість нього метали звичайну палицю довжиною близько двох метрів. Потім її замінили на спис (держак з металевим наконечником) загальною завдовжки 2,6 метра і масою 800 грамів. Місце, де знаходився центр ваги списа, обмотувалося шнуром завтовшки до 4 мм і довжиною не більше 16 см. Після введення стандартів у розмірах і масі списа почали реєструватись рекордні для того часу спортивні результати. Дерев'яні списи удосконалювались і метали їх до середини 50-х років. Зміни торкалися різноманітних характеристик снаряда, починаючи від розмірів і маси наконечників і закінчуючи діаметром самого держака.
Новий етап у розвитку метання списа розпочався тоді, коли брати Гелд (США) винайшли новий тип списа, так званого «планерного». Завдяки зміні положення центра ваги, збільшенню діаметра держака новий спис пізніше опускався вниз, довше планерував. Використання нового списа вимагало і нової техніки. Зросла роль уміння «попадати в снаряд», знадобилося триваліше прикладання сили спортсменів до снаряда у фінальному зусиллі. Найвідомішими фірмами, які виготовляли списи, були «Гелд», «Аполло» і «Сандвік».
Застосовуючи новий планерний спис, спортсмени змогли значно підняти стелю світового рекорду. 1964 року норвежець Тер'є Педерсен метнув спис на 91,72 м, першим у світі подолавши 90-метровий рубіж. Услід за ним результати, що перевищують 90 м, почали демонструвати спортсмени й інших країн.
Нарешті, в 1984 році спортсмен з НДР Уве Гон досяг феноменального результату — 104,80 м. Це змусило IAAF з 1 квітня 1986 р. запровадити для метання списа чоловіками новий снаряд, який не має високих планерних якостей. Центр ваги такого списа зміщено ближче до наконечника.
Жінки розпочали метати спис у 20-30-ті роки 20 століття, а на Олімпійських іграх в 1932 р. першою олімпійською чемпіонкою стала спортсменка зі США Бейб Захаріас (43,68 м). Із сезону 2000 року жінки також почали метати спис нової конструкції, подібної до тої, яку запропонували для чоловіків.
На травень 2021 року світовим рекордом серед чоловіків володіє Ян Железний (Чехія) з результатом 98,48 м (1996), а серед жінок — Барбора Шпотакова (Чехія) — 72,28 м (1981).

## Чільна десятка метальників новим списом

### Чоловіки
Станом на липень 2021
| Місце | Відстань | Спортсмен            | Країна    | Дата            | Місце     |
| ----- | -------- | -------------------- | --------- | --------------- | --------- |
| 1.    | 98,48    | Ян Железний          | Чехія     | 25 травня 1996  | Єна       |
| 2.    | 97,76    | Йоганнес Феттер      | Німеччина | 06 вересня 2020 | Хожув     |
| 3.    | 93,90    | Томас Релер          | Німеччина | 05 травня 2017  | Доха      |
| 4.    | 93,09    | Акі Парвіайнен       | Фінляндія | 26 червня 1999  | Куортане  |
| 5.    | 92,72    | Джуліус Єго          | Кенія     | 26 серпня 2015  | Пекін     |
| 6.    | 92,61    | Сергій Макаров       | Росія     | 30 червня 2002  | Шеффілд   |
| 7.    | 92,60    | Раймонд Гехт         | Німеччина | 21 липня 1995   | Осло      |
| 8.    | 92,06    | Андреас Гофманн      | Німеччина | 02 червня 2018  | Оффенбург |
| 9.    | 91,69    | Костянтинос Гаціудіс | Греція    | 24 червня 2000  | Куортане  |
| 10.   | 91,59    | Андреас Торкільдсен  | Норвегія  | 02 червня 2006  | Осло      |

### Жінки
Станом на липень 2021
| Місце | Відстань | Спортсменка         | Країна    | Дата            | Місце     |
| ----- | -------- | ------------------- | --------- | --------------- | --------- |
| 1.    | 72,28    | Барбора Шпотакова   | Чехія     | 13 вересня 2008 | Штутгарт  |
| 2.    | 71,70    | Ослейдіс Менендес   | Куба      | 14 серпня 2005  | Гельсінкі |
| 3.    | 71,40    | Марія Андрейчик     | Польща    | 09 травня 2021  | Спліт     |
| 4.    | 70,53    | Марія Абакумова     | Росія     | 01 вересня 2013 | Берлін    |
| 5.    | 70,20    | Крістіна Оберґфелль | Німеччина | 23 червня 2007  | Мюнхен    |
| 6.    | 69,48    | Тріне Гаттестад     | Норвегія  | 28 липня 2000   | Осло      |
| 7.    | 69,35    | Сунетт Вільюн       | ПАР       | 09 червня 2012  | Нью-Йорк  |
| 8.    | 69,19    | Крістін Гусонґ      | Німеччина | 30 травня 2021  | Хожув     |
| 9.    | 68,92    | Кетрін Мітчелл      | Австралія | 11 квітня 2018  | Голд-Кост |
| 10.   | 68,43    | Сара Колак          | Хорватія  | 06 липня 2017   | Лозанна   |